# Wilhelm Anton Christian Carl Abel
Wilhelm Anton Christian Carl Abel, auch Wilhelm Anton Christian Abel, Carl Abel, auch Abelgaard (* 1749, vermutlich in Braunschweig; † 5. April 1795 in Flensburg) war ein deutscher Musiker und Maler.

## Leben

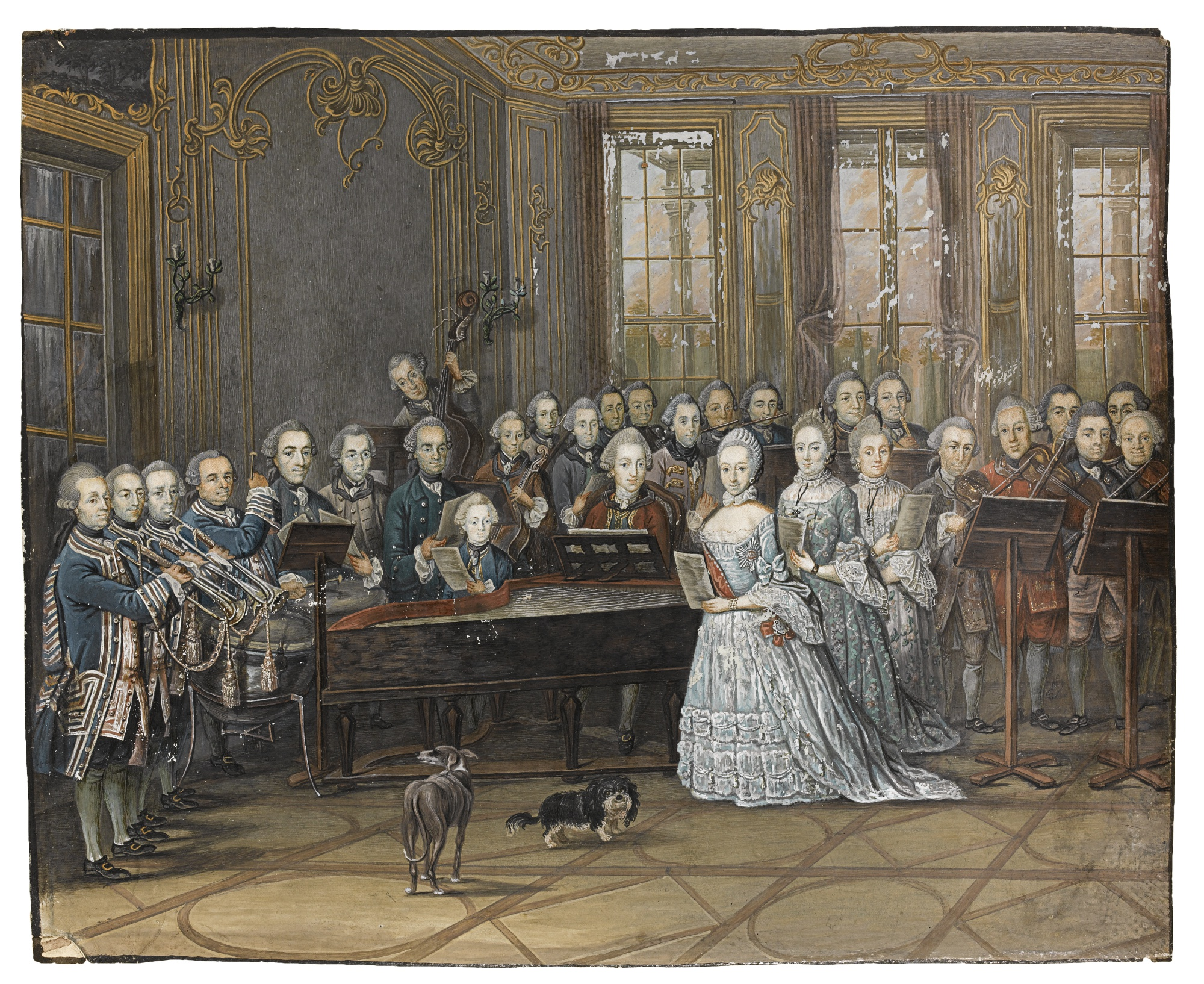
Leopold August Abel: Hofkapelle Ludwigslust (1770)

Wilhelm Anton Christian Carl Abel stammte aus einer Musiker- und Malerfamilie. Er war ein Sohn des Konzertmeisters Leopold August Abel und dessen Frau Benigna Charlotte, geb. Retzeln sowie Neffe des Musikers Carl Friedrich Abel und der Maler Ernst August Abel und Ernst Heinrich Abel. Sein jüngerer Bruder war August Christian Andreas Abel. 1769 wurde er zusammen mit seinem Vater und seinem Bruder in die Mecklenburg-Schwerinsche Hofkapelle aufgenommen. Im selben Jahr zog die Hofkapelle nach Ludwigslust. Während der Vater Erster Geiger war, spielten die beiden Brüder zweite Geige. Sein ungefähr zwanzig Jahre jüngere Bruder Friedrich Ludwig Aemilius Abel wurde später ebenfalls Geiger der Hofkapelle.
1771/72 bat er um einen Reisepass und schied aus dem mecklenburgischen Hofdienst aus. Von 1772 bis 1776 stand er als Musicus und Maler im Dienst des Herzogs Friedrich Heinrich Wilhelm von Holstein-Sonderburg-Glücksburg. Danach war er in Kopenhagen als Porträt- und Landschaftsmaler tätig und nahm nach einem dänischen Adelsgeschlecht und Nicolai Abildgaard den Namen Abelgaard oder Abildgaard an. Nach weiteren Reisen war er ab 1785 in Flensburg ansässig und als Maler tätig.
Am 5. Mai 1773 hatte er in Glücksburg die Kammerjungfer Anna Maria Rosen (1743–1788) geheiratet. In zweiter Ehe heiratete er (unter dem Namen Vilhelm Antono Abelgaard) am 3. Oktober 1788 in Odense Elisabeth Margaretha, geb. Martini (1755–1802).

## Werke
- Herrenhof Urup, Horsens Kunstmuseum
- Unbekannter Seraphinenritter, Schwedisches Nationalmuseum, Stockholm